# Goltry
Goltry és una població dels Estats Units a l'estat d'Oklahoma. Segons el cens del 2000 tenia 268 habitants.

## Demografia
Segons el cens del 2000, Goltry tenia 268 habitants, 120 habitatges, i 72 famílies. La densitat de població era de 279,7 habitants per km².
Dels 120 habitatges en un 25,8% hi vivien nens de menys de 18 anys, en un 52,5% hi vivien parelles casades, en un 6,7% dones solteres, i en un 39,2% no eren unitats familiars. En el 36,7% dels habitatges hi vivien persones soles el 20,8% de les quals corresponia a persones de 65 anys o més que vivien soles. El nombre mitjà de persones vivint en cada habitatge era de 2,23 i el nombre mitjà de persones que vivien en cada família era de 2,95.
Per edats la població es repartia de la següent manera: un 25% tenia menys de 18 anys, un 3% entre 18 i 24, un 26,1% entre 25 i 44, un 21,6% de 45 a 60 i un 24,3% 65 anys o més.
L'edat mediana era de 42 anys. Per cada 100 dones de 18 o més anys hi havia 82,7 homes.
La renda mediana per habitatge era de 30.000 $ i la renda mediana per família de 31.979 $. Els homes tenien una renda mediana de 27.500 $ mentre que les dones 16.696 $. La renda per capita de la població era de 12.182 $. Entorn del 13,8% de les famílies i el 18,1% de la població estaven per davall del llindar de pobresa.

## Poblacions més properes
El següent diagrama mostra les poblacions més properes.